# Enthrone Darkness Triumphant
Enthrone Darkness Triumphant este cel de-al treilea album de studio al formației Dimmu Borgir. Este ultimul album cu Stian Aarstad.
Este primul album lansat prin casa de discuri Nuclear Blast și primul album cântat în engleză. Albumul a fost foarte bine primit de criticii muzicali, aceștia subliniind faptul că formația a reușit să îmbine într-un mod armonios agresivitatea black metal-ului cu melodicitatea oferită de utilizarea pianului.

## Lista pieselor
1. "Mourning Palace" - 05:12
2. "Spellbound (By The Devil)" - 04:07
3. "In Death's Embrace" - 05:41
4. "Relinquishment Of Spirit And Flesh" - 05:31
5. "The Night Masquerade" - 04:23
6. "Tormentor Of Christian Souls" - 05:38
7. "Entrance" - 04:46
8. "Master Of Disharmony" - 04:14
9. "Prudence's Fall" - 05:54
10. "A Succubus In Rapture" - 05:57
11. "Raabjørn speiler draugheimens skodde" (Raabjørn[3] oglindește corabia fantomă prin ceață) - 05:02

### Piesele bonus incluse pe ediția japoneză
1. "Spellbound (live)" - 04:01
2. "Tormentor Of Christian Souls (live)" - 05:59

## Personal
- Shagrath - vocal, chitară
- Silenoz - chitară ritmică
- Tjodalv - baterie
- Nagash - chitară bas
- Stian Aarstad - sintetizator

## Clasament
| Țara     | Poziția |
| -------- | ------- |
| Finlanda | 26      |
| Germania | 75      |